# Widok na pomnik Jana III Sobieskiego na Agrykoli
Widok na pomnik Jana III Sobieskiego na Agrykoli – owalny obraz olejny namalowany przez polskiego malarza Cypriana Dylczyńskiego w 1888, znajdujący się w zbiorach Muzeum Łazienki Królewskie w Warszawie.

## Opis
Obraz przedstawia pomnik króla Polski i wielkiego księcia litewskiego Jana III Sobieskiego znajdujący się w Warszawie na ulicy Agrykola. Monument pogromcy Turków w bitwie pod Wiedniem w 1683, widziany od strony Pałacu Na Wyspie w Łazienkach Królewskich, wygląda majestatycznie skupiając całą uwagę oglądającego na sobie. Oprócz Sobieskiego na koniu widoczne są dwie tarcze wsparte na zdobycznej broni tureckiej będące integralną częścią pomnika. Na moście oprócz monumentu znajduje się elegancko ubrany mężczyzna w cylindrze wraz z żoną i dzieckiem oraz mężczyzna w kapeluszu w towarzystwie psa. Ciepłe jesienne barwy i widok lecących ptaków wprowadza widza w beztroski i spokojny nastrój. 
Cyprian Dylczyński namalował swoje dzieło w dwieście piątą rocznicę zwycięskiej bitwy pod Wiedniem i w setną odsłonięcia pomnika.